# コンゴ解放民族戦線

シャバ州

コンゴ解放民族戦線（コンゴかいほうみんぞくせんせん、英語: Front for the National Liberation of the Congo、略称：FNLC）は1970年代後半にザイールのシャバ州で活動した反政府武装勢力である。

## 概要
1965年にザイールでモブツが政権を掌握した後、1966年と1967年に白人傭兵が反乱を起こした。いずれも失敗に終わったが、参加していたカタンガ兵はモブツによる虐待を恐れて隣国アンゴラへと逃れた。
当時アンゴラではアンゴラ独立戦争（1961年 - 1974年）が継続していた。カタンガ兵はポルトガルの秘密警察PIDEに雇われてアンゴラ領内で治安維持活動にあたった。
1974年カーネーション革命が勃発するとポルトガルの支援は打ち切られ、カタンガ兵はアンゴラ解放人民運動（MPLA）への接近を余儀なくされた。MPLAと敵対するアンゴラ民族解放戦線（FNLA）とアンゴラ全面独立民族同盟（UNITA）はモブツの支援を受けており、MPLAとの連衡は妥当ではあった。1975年のアンゴラ人民共和国成立でカタンガ兵は安住の地を得たが、一方で米ソ代理戦争の尖兵としての役割を担うことになった。即ち、モブツ政権の打倒とザイールの解放である。
カタンガ兵はソ連から兵器装備を供与され、キューバ兵に訓練を受けた。将校と下士官はカタンガ憲兵隊の生き残りが務め、兵士はシャバ州内のルンダ族から募集し、左派白人ポルトガル人傭兵が補佐にあたった。この組織をコンゴ解放民族戦線と呼称する。
1977年3月、FNLCはナタニエル・ムブンバ将軍の指揮下、約2,000名の兵力でアンゴラ国境を越えシャバ州へ侵攻した（第一次シャバ紛争）。FNLCはベンゲラ鉄道に沿ってディロロ、カサジ（Kasaji）、ムチャチャを占領しコルヴェジに迫るも、モブツの要請で派遣されたモロッコ軍他各国の軍隊の支援もあり、同年5月末にはアンゴラ領内へ追い戻された。
翌年の1978年5月、FNLCは再度シャバ州へ侵攻し（第二次シャバ紛争）、同月13日にコルヴェジ占領を果たした。しかしながら、兵士達が略奪や白人の虐殺を始めた事が各国の介入を招いた。
5月19日にはフランス軍の空挺部隊がコルヴェジに降下し、欧州系住民の救出を開始。次いでベルギー軍やイギリス軍、モロッコ軍他アフリカ諸国の多国籍軍によりFNLCは同年6月末迄にシャバ州から撃退され、反乱は事実上頓挫した。
その後、ムブンバは1987年に党を追放され、翌1988年にアンゴラ政府に逮捕されて強制送還・投獄された。1990年になってモブツは与党以外の政党を容認し始め、1991年にFNLCを合法化したためメンバーは帰国。政党として現在も活動している。